# بيل فيلبس
بيل فيلبس (بالإنجليزية: Bill Phelps)‏ هو محامي وسياسي أمريكي، ولد في 5 أبريل 1934. حزبياً، نشط في الحزب الجمهوري. وقد انتخب عضو مجلس نواب ولاية ميسوري.